# Alessandro Marega
Alessandro Marega (Monfalcone) es un deportista italiano que compite en vela en la clase Finn. Ganó una medalla de bronce en el Campeonato Mundial de Finn de 2024 y dos medallas en el Campeonato Europeo de Finn, en los años 2023 y 2024.

## Palmarés internacional
| \| Campeonato Mundial \| Campeonato Mundial \| Campeonato Mundial \| Campeonato Mundial \| \| Año \| Lugar \| Medalla \| Clase \| \| ------------------ \| ------------------ \| ------------------ \| ------------------ \| \| 2024 \| Aarhus (Dinamarca) \| Medalla de bronce \| Finn \| \| Campeonato Europeo \| \| \| \| \| Año \| Lugar \| Medalla \| Clase \| \| 2023 \| Csopak (Hungría) \| Medalla de bronce \| Finn \| \| 2024 \| Cannes (Francia) \| Medalla de oro \| Finn \| |                    |                   |       |
| Campeonato Mundial |                    |                   |       |
| Año | Lugar              | Medalla           | Clase |
| 2024 | Aarhus (Dinamarca) | Medalla de bronce | Finn  |
| Campeonato Europeo |                    |                   |       |
| Año | Lugar              | Medalla           | Clase |
| 2023 | Csopak (Hungría)   | Medalla de bronce | Finn  |
| 2024 | Cannes (Francia)   | Medalla de oro    | Finn  |